# وندی ویلیامز
وندی جون هانتر (انگلیسی: Wendy Joan Hunter، پیش از ازدواج ویلیامز؛ زادهٔ ۱۸ ژوئیهٔ ۱۹۶۴) مجری، شخصیت رسانه‌ای و نویسندهٔ پیشین آمریکایی است. او از سال ۲۰۰۸ تا ۲۰۲۱ برنامهٔ زنده تلویزیونی با نام شوی وندی ویلیامز را میزبانی و اجرا کرد.